# 내분비샘
내분비샘(內分泌~, 영어: endocrine gland) 또는 내분비선(內分泌腺)은 호르몬을 만들어 혈관(혈액)으로 직접 분비하는 조직이나 기관, 분비관이 따로 없다. 내분비샘에 해당하는 예는 이자, 부신, 갑상샘, 뇌하수체 등이다.

## 구조
호르몬을 생산하여 그 호르몬을 직접 혈액에 방출하는 순환기계통 기관. 외분비샘과 달리 도관(導管)이 없고, 혈관벽이 다른 부위보다 두꺼운 것이 특징이다. 주요 내분비샘에는 척추동물의 뇌하수체, 갑상샘, 부갑상샘, 부신, 췌장의 랑게르한스섬, 정소, 난소, 태반과 미삭류(尾索類)의 신경샘, 갑각류의 Y기관, 곤충의 알라타체, 전흉선 등이 있다.

그 밖에 척추동물 및 곤충의 소화관인 십이지장, 위, 침샘 등에서도 내분비샘의 기능을 인정하고 있다. 종래에는 내분비샘에서 혈액으로 분비된 후 표적기관에 도달하여 작용하는 (내분비)물질을 호르몬으로 정의했지만 지금은 확산에 의해 분비기관 주변의 표적세포에 도달하여 작용하는 물질(parasecretory substance) 및 신경전달물질 또는 신경조절인자 모두를 호르몬에 포함시켜 그 개념을 확장시켰다.

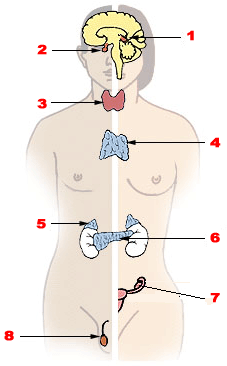
내분비샘

## 같이 보기
- 내분비계
- 외분비샘
- 외분비계
- 이자
- 갑상샘
- 뇌하수체
- 부신
- 호르몬
- 샘 (기관)

1. ↑  강영희, 강영희 (2008년). 《생명과학대전》. 아카데미서적.